# Calamagrostis vassiljevii
Calamagrostis vassiljevii är en gräsart som beskrevs av Nikolai Nikolaievich Tzvelev. Calamagrostis vassiljevii ingår i släktet rör, och familjen gräs. Inga underarter finns listade i Catalogue of Life.